# Хімічний комплекс Сасолбург
Хімічний комплекс Сасолбург — підприємство енергетичної та хімічної галузі Південно-Африканської Республіки, яке діє в провінції Мпумаланга на південь від Йоганнесбурга. Тривалий час використовував як сировину вугілля, проте через його вичерпання почав перехід на природний газ.
Великі ресурси вугілля ПАР надихнули на виробництво з нього інших затребуваних економікою продуктів, що стало особливо актуально в період ізоляції країни через суперечки щодо її расової політики у другій половині 20-го століття. Напрацьовані за той період технології дозволили підприємству (точніше, його власнику компанії Sasol) залишатись на ринку та бути лідером галузі і після припинення обмежувальних заходів.
Завод спорудили передусім для виробництва рідкого паливо за технологією CTL (coal-to-liquid) з використанням процесу Фішера-Тропша. Першим його об'єктом стала ТЕС Сасол 1, яка почала робуту в 1954-му. Того ж року тут запустили завод з виробництва кисню, а в 1955-му стартував власне синтез продуктів з вугілля. Окрім названих вище об'єктів, комплекс включав газогенеруючий та газоочисний заводи, установки синтезу, нафтопереробний завод та завод вилучення дьогтю. В 1963 році запустили виробництво аміаку з використанням отриманого при розділенні повітря азоту (який до того просто випускався у атмосферу) та водню. Станом на середину 1970-х комплекс виробляв синтетичну нафту, нафтопродукти, зріджений нафтовий газ, бітум, сірку, парафіни, етанол, пропанол, ацетон, ароматичні та аліфатичні сольвенти, креозот, дьоготь, ангідрид амонію, сульфат амонію та інші хімічні продукти.
Ще одним напрямком діяльності комплексу було виробництво штучного газу, який постачався до району Йоганнесбургу. В 1977 році газову мережу дотягнули далі на північний схід до Olifantsfontein (на південний схід від Преторії) та Спрінгс.
Вироблений на заводі газовий бензин постачався в обсязі 2,8 млн тонн на рік на споруджені у 1966 та 1969 роках дві крекінг-установки, котрі виробляли з нього 280 тисяч тонн етилену (призначався для подальшої полімеризації у поліетилен) та 40 тисяч тонн бутадієну на рік, а також компоненти моторного пального. Після того як у 1980-х роках компанія Sasol ввела в дію розташований дещо на схід більш потужний вуглехімічний комплекс Секунда, останній по етиленопроводу Секунда — Сасолбург став постачати необхідну для виробництва поліетилену сировину, тоді як зазначені вище крекінг-установки законсервували. Втім, для використання наявного на Секунді етану в 1988 році одну з установок знов ввели в дію та модернізували під використання зазначеного газу у якості сировини. Станом на початок 2010-х років він працював з потужністю 90 тисяч тонн етилену на рік, а в 2014 запустили новий блок, що збільшував потужність на 47 тисяч тонн на рік. При цьому крекінг-установка, окрім етану, у складі типової сировинної суміші споживала також 20 % пропану.
На початку 20-го століття запаси вугільної копальні, що забезпечувала комплекс Сасобург, підійшли до вичерпання. На той час Sasol якраз реалізовувала проект розробки у сусідньому Мозамбіку газових родовищ Темане та Панде. Прокладений від останніх газопровід Темане – Секунда дозволив подати на комплекс природний газ (спершу через систему Секунда — Спрінгс та реверсований Сасолбург – Йоганнесбург – Спрінгс, а у 2010-х роках через пряму гілку Секунда – Сасолбург) та перевести виробництво на технологію GTL (gas-to-liquid). Це також призвело до заміни ТЕС Сасол 1 на дизель-генераторну станцію.
Можливо також відзначити, що завдяки досвіду в галузі синтезу рідкого палива ПАР стала провідним консультантом при її впровадження в інших країнах, котрі вирішили виробляти рідке паливо з газу, як то Катар чи Узбекистан.